# Eiderwerft
Die Eiderwerft ist eine ehemalige Werft in Tönning. Sie ging 1904 aus der Umwandlung der Werft Schömer & Jensen hervor. Das Unternehmen, von dem unter verschiedenen Namen neben Schiffen auch Schwimmdocks und Maschinen gebaut wurden, wurde 1924 als Werk Tönning der Norddeutsche Union-Werke geschlossen.

## Geschichte

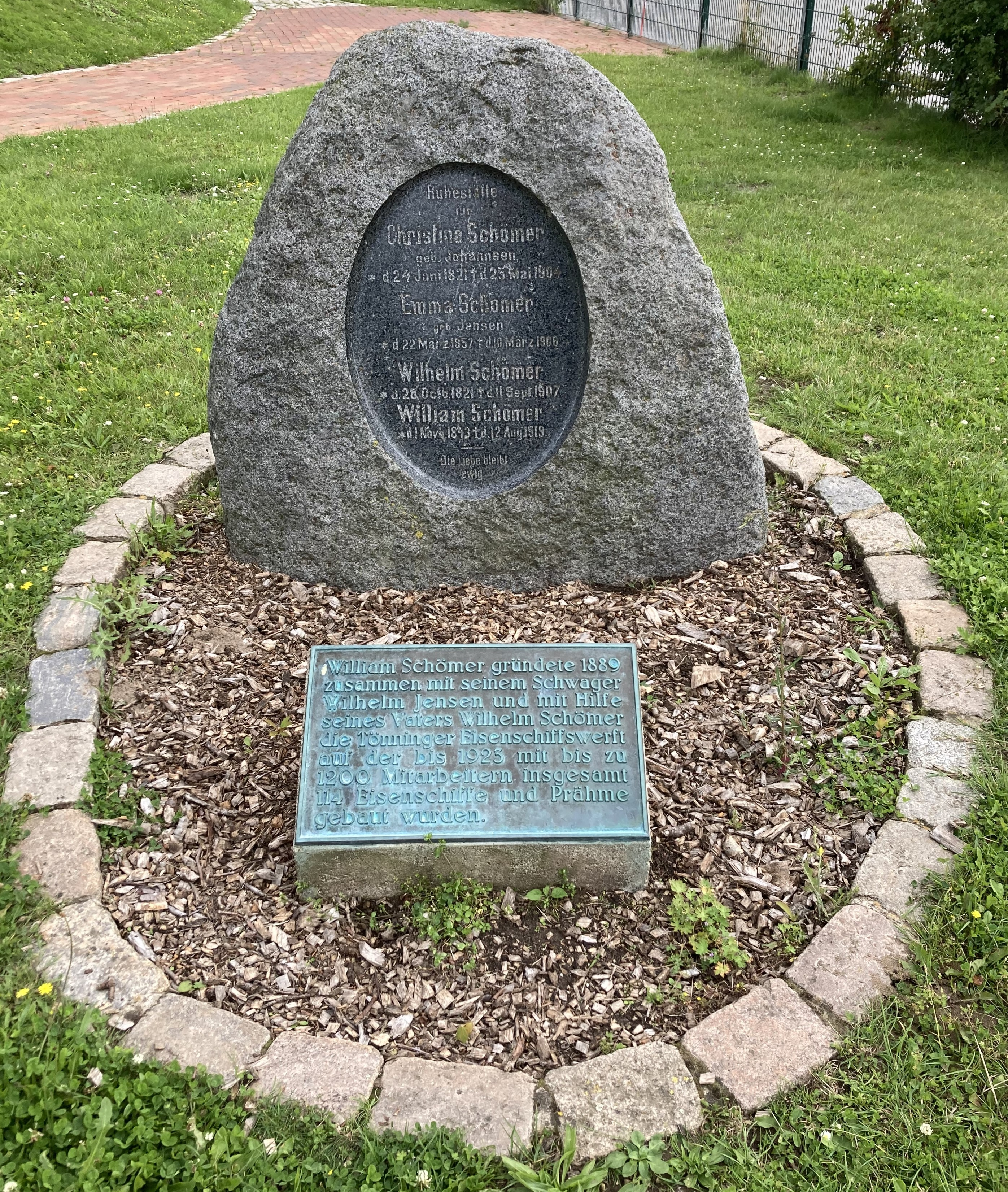
Dieser Gedenkstein an der Eider bei Tönning erinnert an die Gründung der Werft Schömer & Jensen und an Familienmitglieder

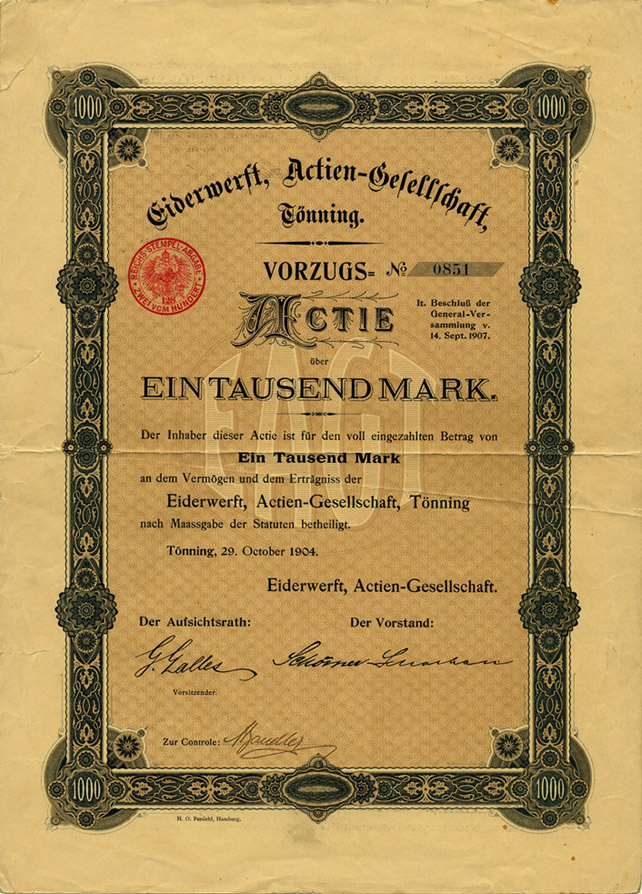
Aktie der Eiderwerft vom 29. Oktober 1904

Wilhelm Schömer und Wilhelm Jensen gründeten 1869 in Tönning eine Reparaturwerkstatt, aus der sich 1890 die Werft Schömer & Jensen entwickelte. Die Werftliste der Neubauten begann bei 1 und endete mit dem am 12. Dezember 1904 fertiggestellten Frachtdampfer Kehdingen bei Nr. 60. Zum Jahresende 1904 ging aus dem Unternehmen die Eiderwerft A.G. hervor. Sie firmierte danach von 1910 bis 1917 als Tönninger Schiffswerft und Maschinenfabrik GmbH und hieß von 1917 an Schiffswerft und Maschinenfabrik Hansa AG. Im Jahr 1920 erfolgte die erneute Umbenennung in Eiderwerft AG. Sie wurde 1921 als Werk Tönning von den Norddeutsche Union-Werken mit Hauptsitz in Hamburg übernommen. Nach der Ablieferung des Frachtdampfers Wilbo, Baunummer 114, wurde die Werft im Jahr 1924 geschlossen.

### Schömer & Jensen ab 1890
Die Werft Schömer & Jensen baute ab 1890 Schleppdampfer auf eigene Rechnung sowie Barken, Schoner und Barkentinen. Ab 1894 kamen Behördenschiffe wie Zolldampfer, Bereisungsdampfer, Tonnenleger und Dampfbarkassen dazu. Seeleichter und Frachtdampfer bis 1500 BRT wurden ab 1900 abgeliefert und bildeten bis 1904 das wesentliche Bauprogramm.

### Eiderwerft ab 1904
Die Eiderwerft A.G. lieferte ab 1904 sechs Frachtdampfer um 1000 BRT für die Reederei H. C. Horn in Schleswig ab. Bis 1909 nahm die Vermessung der Neubauten auf rund 2600 BRT zu. Außerdem entstanden ab 1907 Fischdampfer für viele Reeder aus dem Inland wie die Dithmarschen, die im Ersten Weltkrieg als Vorpostenboot eingesetzt wurde.
So entstanden 1908 auch zwei Neubauten für die 1908 mit Unterstützung durch Albert Ballin und durch den Bankier Max Warburg gegründete Cuxhavener Hochseefischerei AG. Mit dem Startkapital von 2,2 Mio. RM wurden 13 Fischdampfer erworben, 11 gebrauchte und die zwei Neubauten Senator Predöhl und Senator Schröder von der Eiderwerft.
Der Werftbetrieb wurde wegen der Werftenkrise von 1909 bis 1914 eingestellt. Ab 1915 wurde der Betrieb als Tönninger Schiffswerft und Maschinenfabrik weitergeführt.

### Tönninger Schiffswerft, Schiffswerft und Maschinenfabrik Hansa und als Werk der Norddeutschen Union-Werke

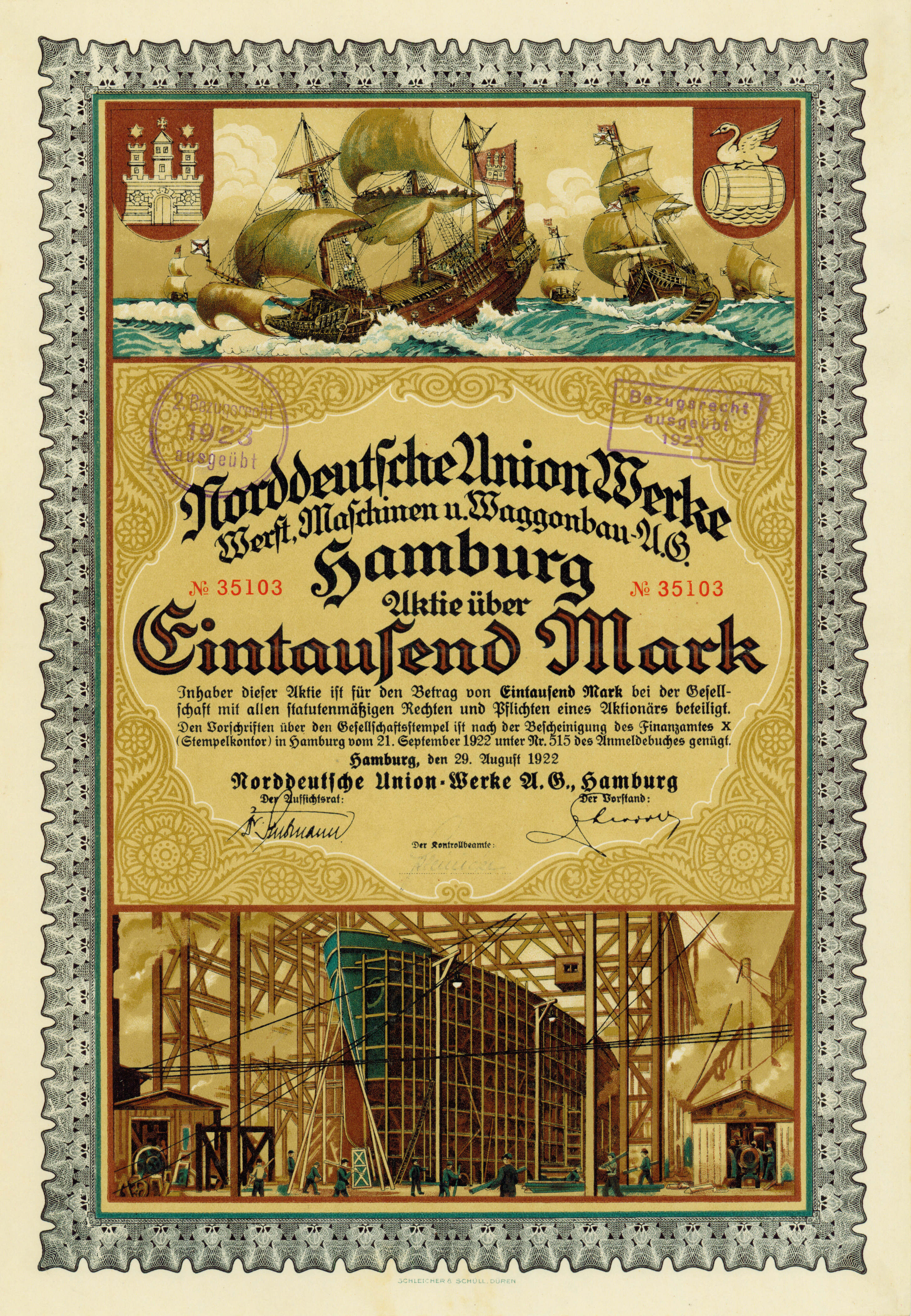
Aktie über 1000 Mark der Norddeutschen Union-Werke vom 29. August 1922

Unter dem Namen Tönninger Schiffswerft und Maschinenfabrik wurden ab 1916 ein Baggerprahm, ein Schwimmdock für eigene Rechnung und ein Schwimmdock für Großbritannien abgeliefert.
Als Schiffswerft und Maschinenfabrik Hansa wurden für die Kaiserliche Marine sechs Fischdampfer und für die Reichsmarine zwei Fischdampfer mit einer Vermessung von rund 250 BRT abgeliefert. Sie wurden als Vorpostenboote eingesetzt bzw. umgerüstet. Ab 1920 wurden die drei Minensuchboote M150 bis M152 abgeliefert, die später als Motorfrachtschiffe für Kieler und Hamburger Reeder Verwendung fanden.
1922 und 1923 wurden als Werk der Norddeutschen Union-Werke vier Frachtdampfer für die Reederei Neue Dampfer-Compagnie in Stettin gebaut. Das letzte Schiff mit der Baunummer 115, der Fischdampfer Otterndorf, wurde aufgrund der Werftschließung von der Schloßwerft Holtz zu Ende gebaut.
Die Werft wurde 1924 geschlossen und später abgerissen. Auf dem Gelände wurde 1933 ein Seefliegerhorst errichtet.

## Galerie

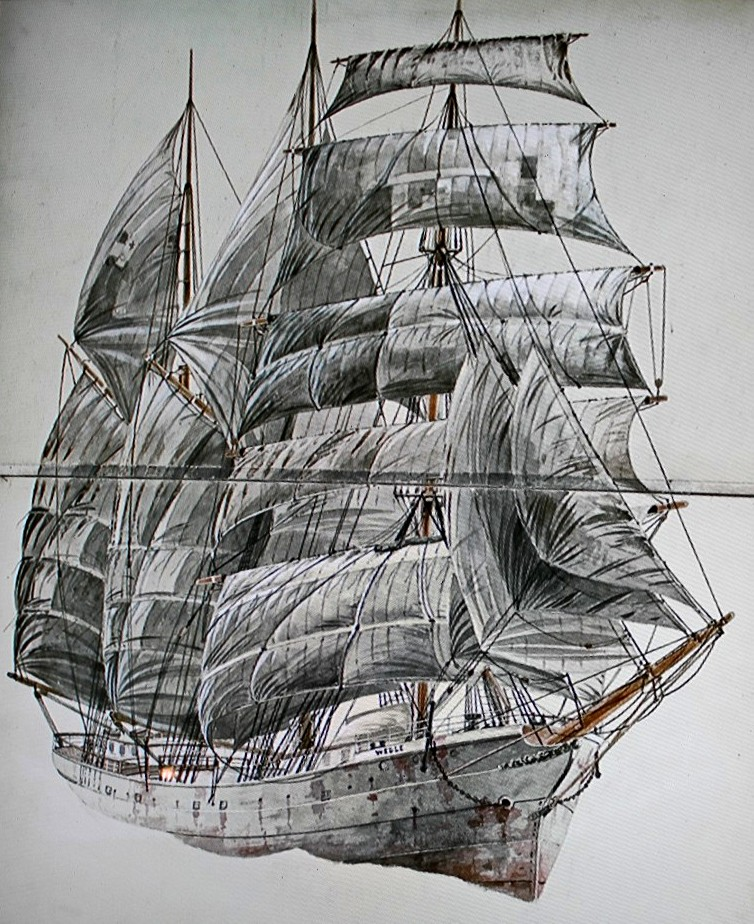
Wedle № 6, Baujahr: 1891
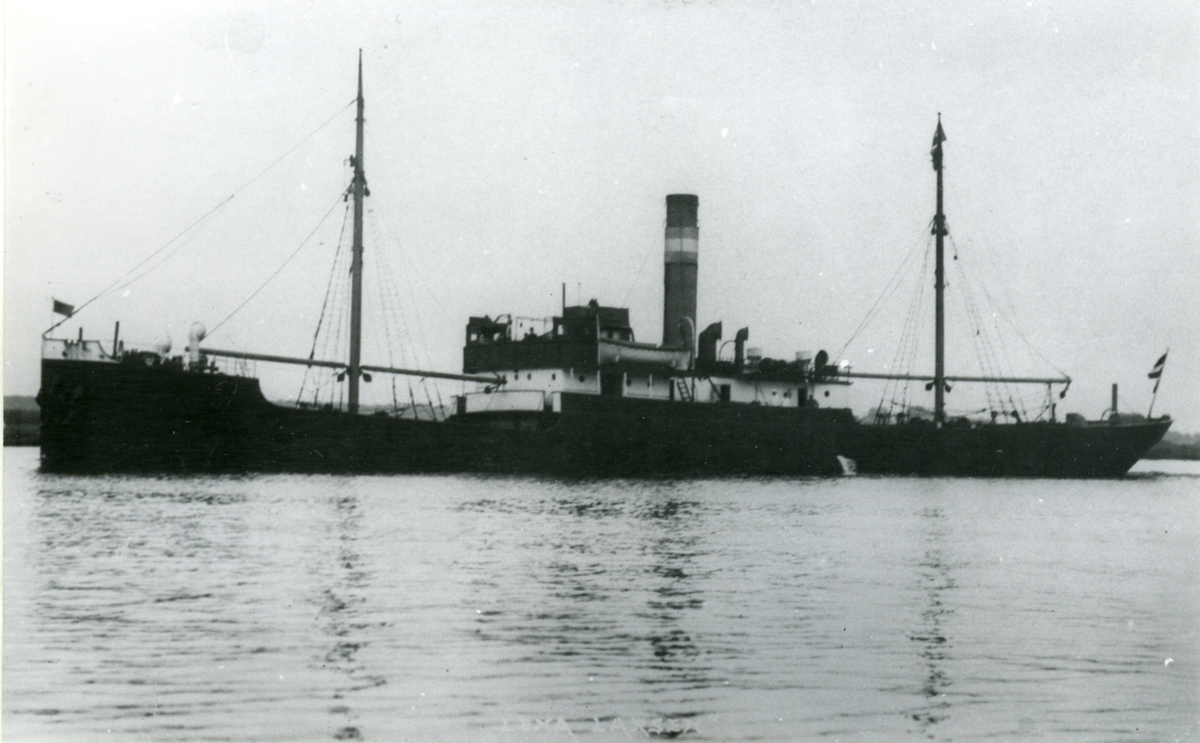
Charlotte Schröder № 37, Baujahr: 1901
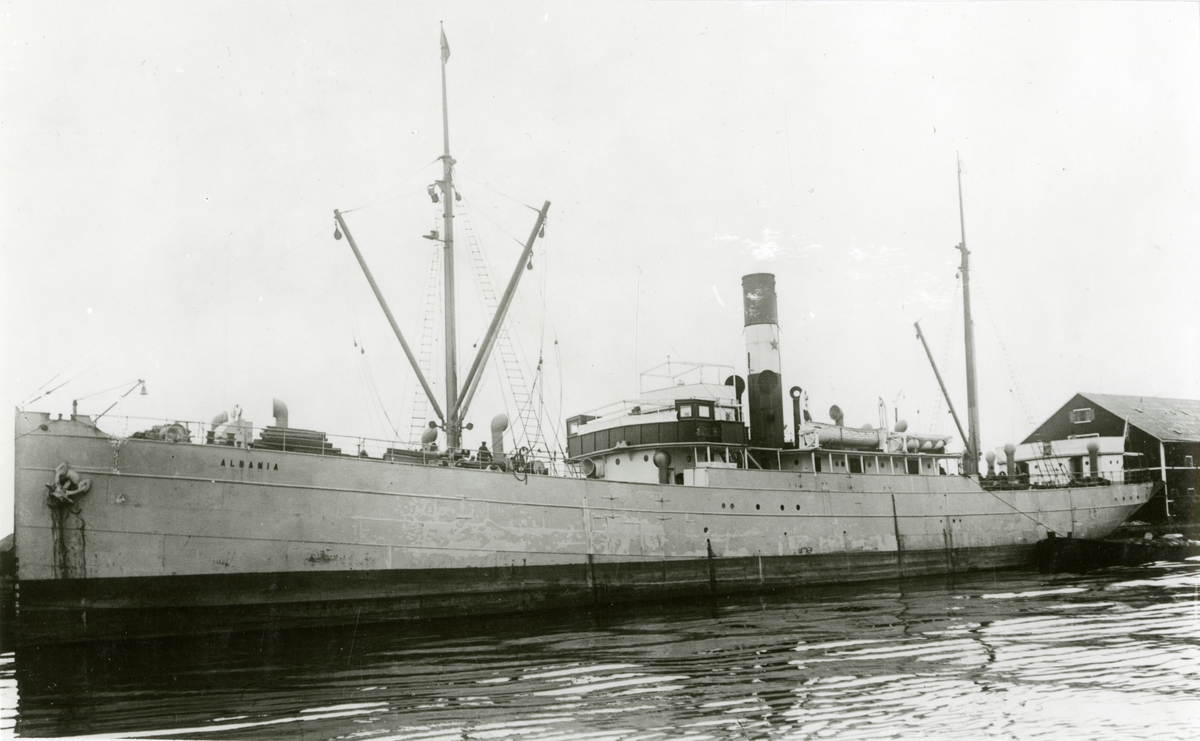
Albania № 50, Baujahr: 1903
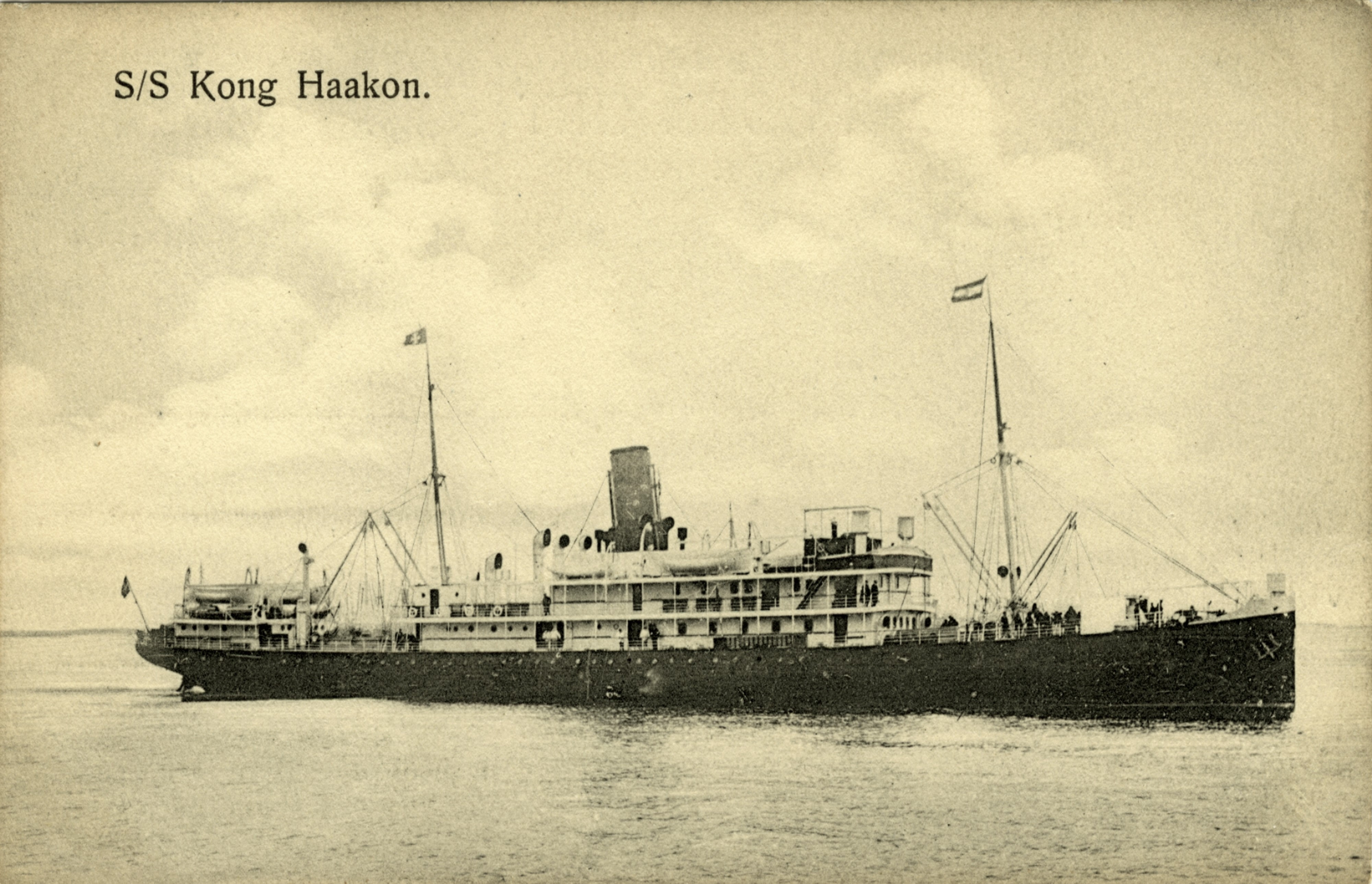
Kong Haakon № 52, Baujahr: 1904
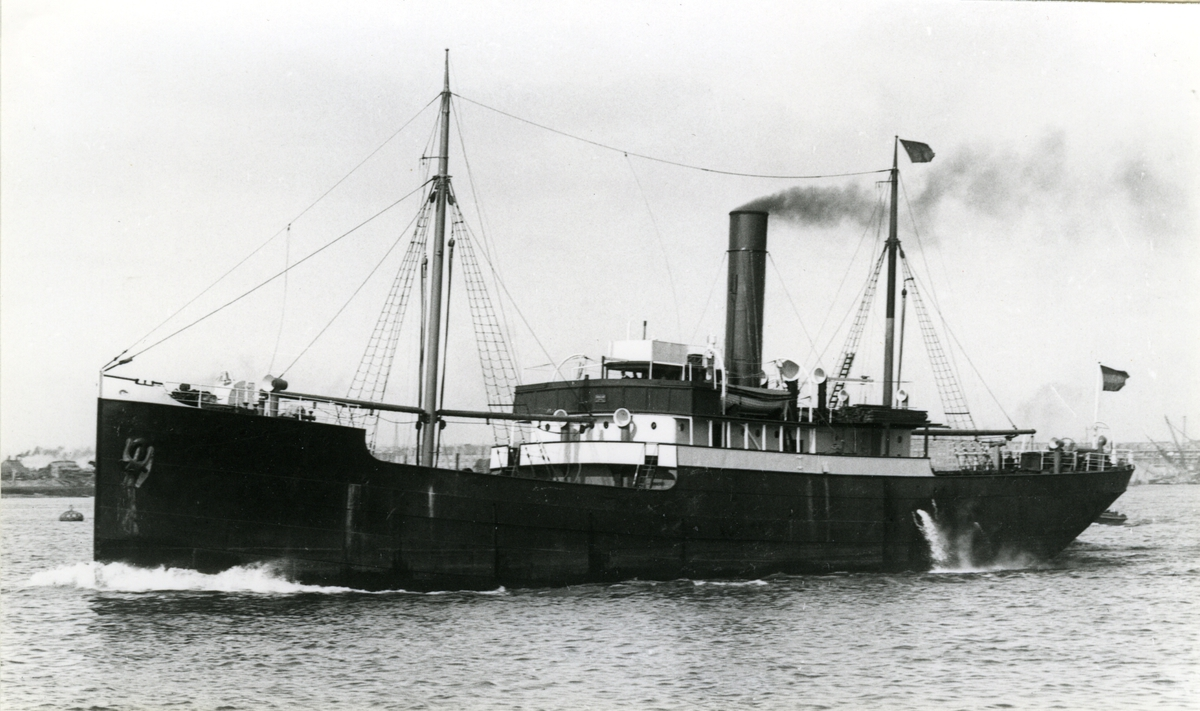
Elberfeld № 54, Baujahr: 1904
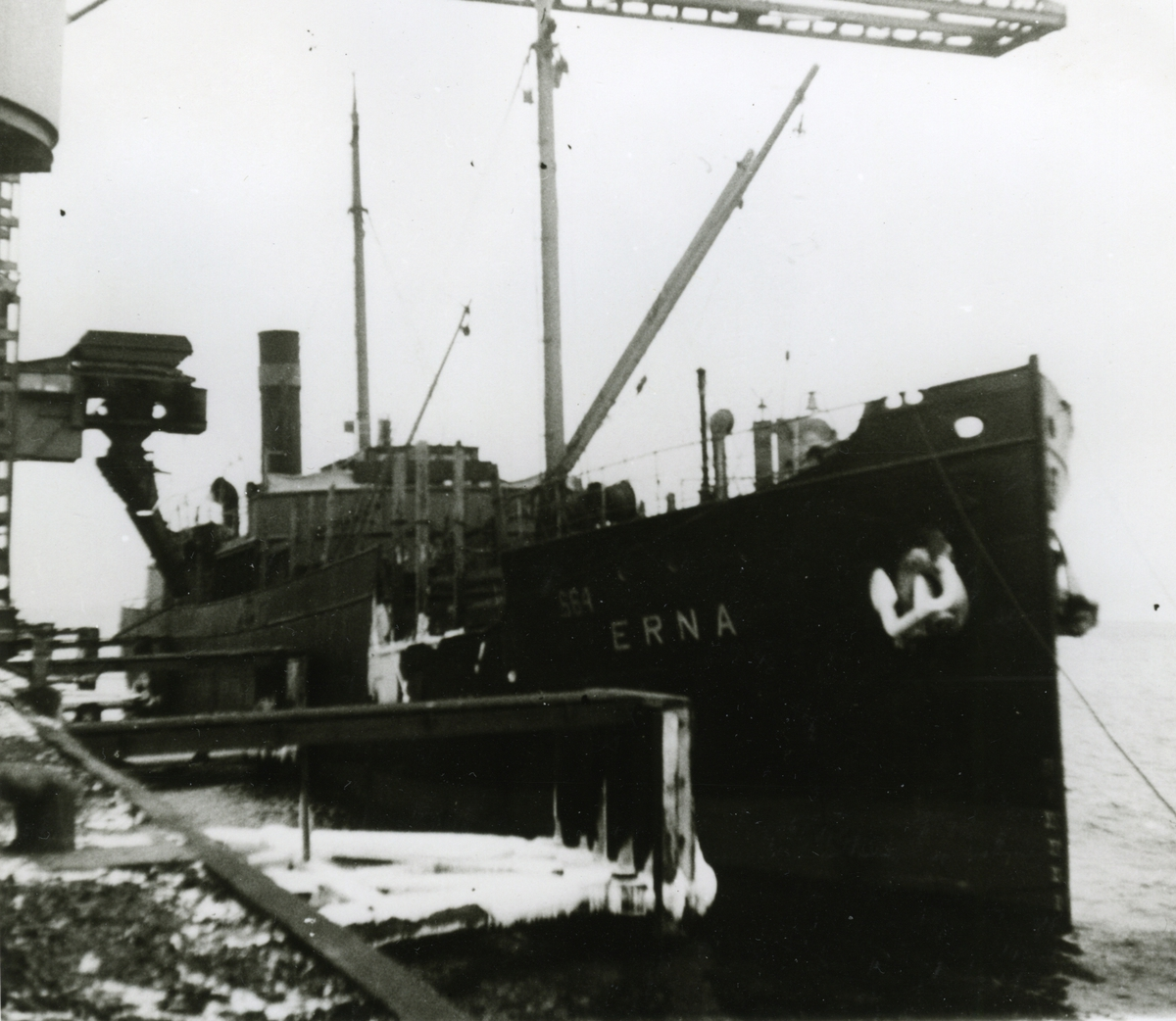
Erna № 59, Baujahr: 1904
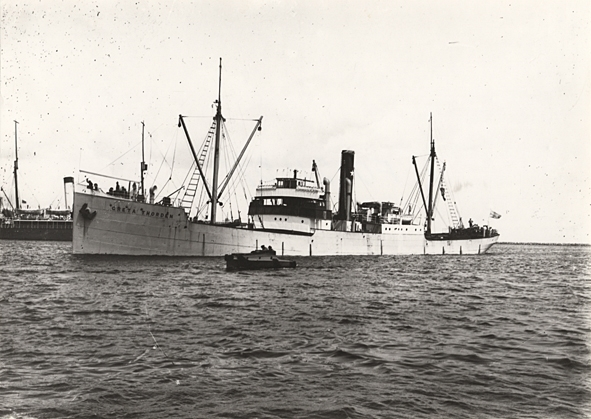
Greta Thorden № 67, Baujahr: 1906
Irmgard Linnemann № 82, Baujahr: 1908
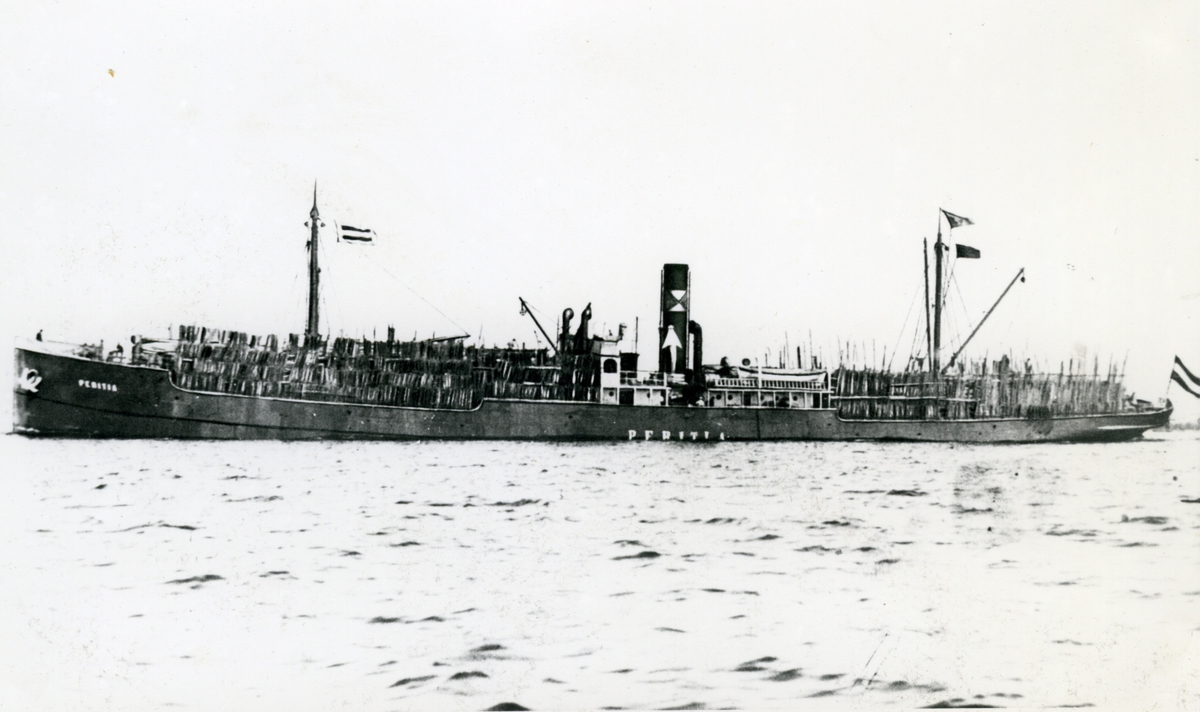
Peritia № 83, Baujahr: 1908
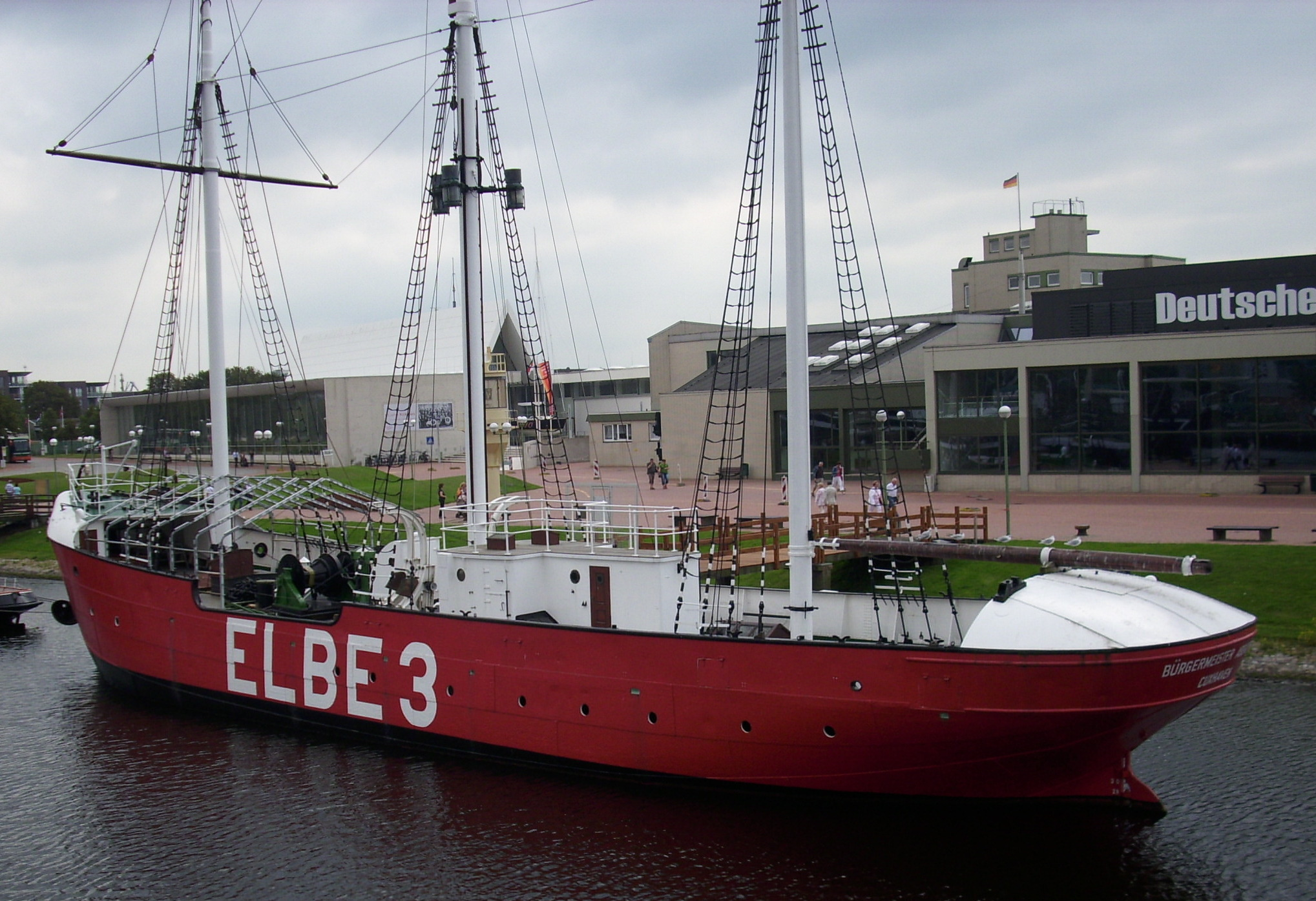
Bürgermeister Abendroth, № 89, Baujahr: 1909
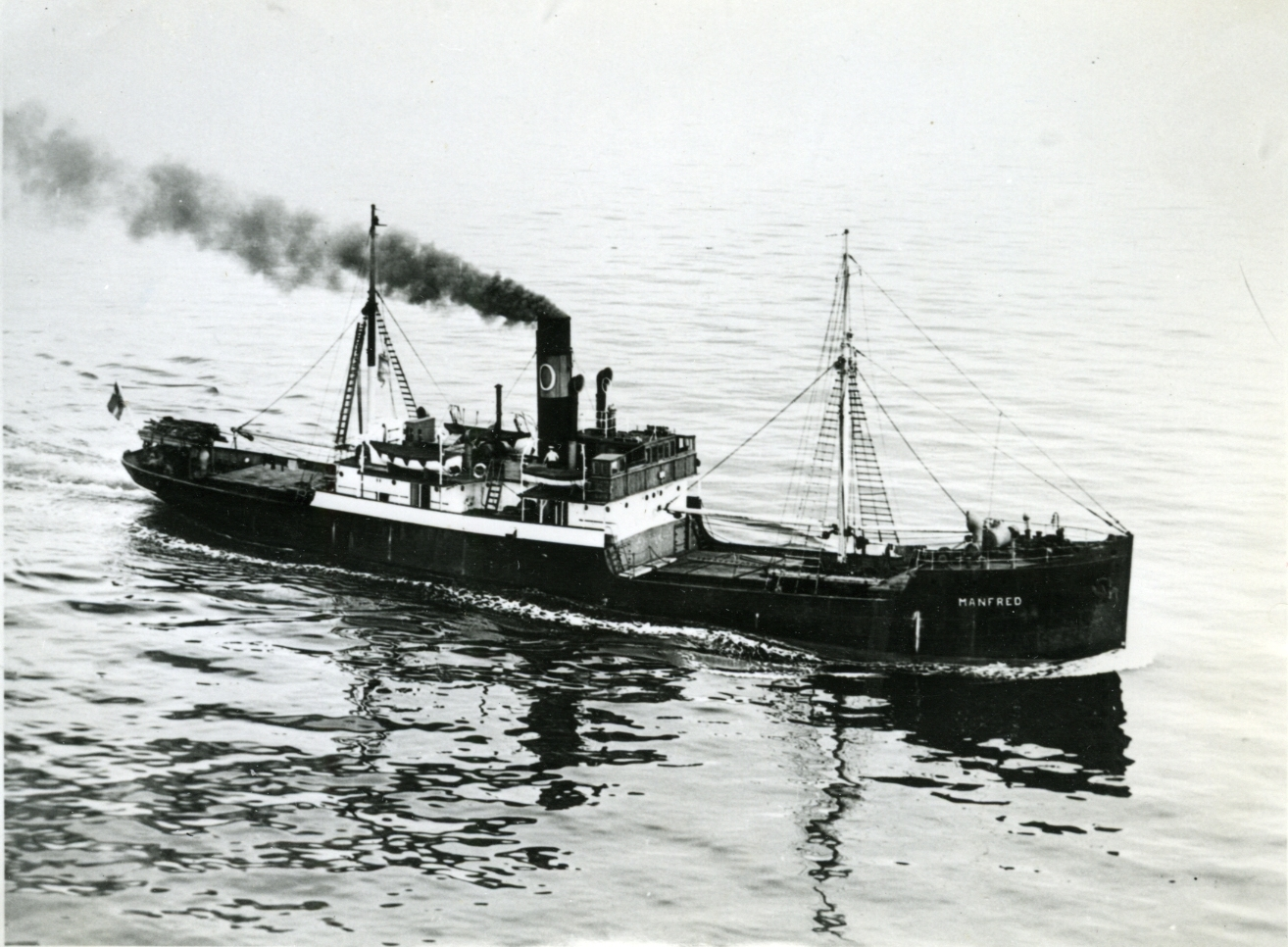
Manfred № 90, Baujahr: 1909